# فرزین محدث
فرزین محدّث (زادهٔ ۲۰ اردیبهشتِ ۱۳۵۸) بازیگر اهل ایران است. او با فیلم شاعر زباله‌ها به شهرت رسید. وی فعالیت هنری خود را از دوران دانشجویی آغاز کرد. در سال ۱۳۸۴ از دانشگاه سوره در رشتهٔ بازیگری فارغ‌التحصیل شد. وی عضو گروه تئاتر آرتا و مدرس و مدیر آموزش مؤسسه هنری آرتا و مدرس در دانشکده هنرهای زیبای دانشگاه تهران و دانشگاه معماری و هنر پارس است.

## فیلم‌شناسی

### سینما
- تاکسی درمی (۱۴۰۳)
- آنتیک (۱۴۰۳)
- ما همه با هم هستیم (۱۳۹۷)
- شاهین (۱۳۹۷)[۵]
- روز برای شب (۱۳۹۷)[۶]
- میلیونر میامی (۱۳۹۵)
- شکلاتی (۱۳۹۶)
- امپراتور جهنم (۱۳۹۵)
- جاده شهریار (۱۳۹۳)
- آزمایشگاه (۱۳۹۰)
- تهرون (۱۳۸۴)
- شکلات داغ (۱۳۸۸)
- شاعر زباله‌ها (۱۳۸۴)
- یک تکه نان (۱۳۸۳)
- مزرعه پدری (۱۳۸۲)
- مارمولک (۱۳۸۲)

### تلویزیون
- برنامه " ما ایرانیها " به عنوان مجری و اجراگر (۱۳۹۹–۱۳۹۸)[۷]
- دوپینگ (۱۳۹۹)
- بانوی سردار (۱۳۹۸)
- سلام آقای مدیر (۱۳۹۸)
- بچه مهندس ۲ (۱۳۹۷)
- مینو (۱۳۹۷)
- بچه مهندس ۱ (۱۳۹۷)
- حیرانی (۱۳۹۵)
- سرزمین مادری (۱۳۹۰)
- پرانتز باز (۱۳۸۸)
- شهریار (۱۳۸۴)

### نمایش خانگی
- کنکل (۱۴۰۴)
- آفتاب‌پرست (۱۴۰۱)
- نوبت لیلی (۱۴۰۱)
- شب‌های مافیا (۱۴۰۰)
- علمی شو (۱۴۰۰)
- خوب، بد، جلف: رادیواکتیو (۱۳۹۹)
- هیولا (۱۳۹۸)

### تئاتر
- بازی در نمایش تهران،پاریس،تهران به کارگردانی سعید دشتی؛ تهران - سالن ملک؛ ۱۴۰۲[۸]
- مشاور کارگردان در نمایش سگ گرافی به کارگردانی علی حبیبی؛ تهران - عمارت نوفل لوشاتو؛ ۱۴۰۲[۹]
- بازی در نمایش زیگموند به کارگردانی مهرداد کوروش نیا؛ تهران - سالن استاد سمندریان-ایرانشهر؛ ۱۴۰۲[۱۰][۱۱]
- بازی در نمایش احتمالات به کارگردانی علی شمس؛ تهران - تالار چهارسو-تئاتر شهر؛ ۱۴۰۰[۱۲]
- هدایت بازیگر در نمایش کابوس‌ها، نویسنده و کارگردان:شادی اسدپور، سال ۱۳۹۹، تماشاخانه دیوار چهارم[۱۳][۱۴]
- بازی و هدایت بازیگر در اجراخوانی زندگی شیرین با مزه سگی، نویسنده: حامد مکملی، کارگردان: شادی اسدپور، سال ۱۳۹۹[۱۵][۱۶]
- بازی در نمایش این یک اعتراف است به کارگردانی شادی اسدپور؛ تهران - نوفل‌لوشاتو؛ ۱۳۹۸[۱۷][۱۸]
- هدایت بازیگر در نمایش بازگشت مردگان، نویسنده و کارگردان:شادی اسدپور، ۱۳۹۸[۱۹]
- بازی در نمایش کچل کفترباز به کارگردانی آزاده انصاری؛ تهران - کانون پرورش فکری کودکان و نوجوانان؛ ۱۳۹۸
- بازی در نمایش استیو جابز به کارگردانی مهران رنجبر؛ تهران - نوفل‌لوشاتو؛ ۱۳۹۷
- بازی در نمایش ماکاندو، نویسنده و کارگردان: آزاده انصاری سال ۱۳۹۶، سالن پالیز[۲۰]
- بازی در نمایش دولت ضعیفه، نویسنده و کارگردان اصغر خلیلی، سال ۱۳۹۶، سالن استاد سمندریان[۲۱]
- بازی در شب دشنه‌های بلند، نویسنده و کارگردان: علی شمس، سال ۱۳۹۶، سالن تئاتر مستقل تهران[۲۲]
- بازی در نمایش هفت روز از تیر شصت، نویسنده و کارگردان: کامران شهلایی، سال ۱۳۹۶، سالن سایه تئاتر شهر[۲۳]
- بازی در نمایش رومئو و ژولیت، نویسنده: باقر سروش، کارگردان: هستی حسینی، سال ۱۳۹۶، سالن تئاتر مستقل تهران[۲۴]
- بازی در نمایش خوشبختی‌های کوچک سوسک شدن، نویسنده و کارگردان: آزاده انصاری، سال ۱۳۹۵، سالن سایه تئاتر شهر[۲۵]
- بازی در نمایش ریش فیدل غبغب مرکل، نویسنده و کارگردان: امیر علی نبویان، سال ۱۳۹۵، سالن پالیز[۲۶]
- بازی در نمایش کمدی استشمامات، نویسنده: امید طاهری، کارگردان: میثم عبدی، سال ۱۳۹۵، سالن دیوار چهارم[۲۷]
- بازی در نمایش زندگی پوست‌های شکلاتی، نویسنده و کارگردان، نازنین والا جم، سال ۱۳۹۵، سالن هامون، میرداماد[۲۸]
- بازی در نمایش داستان‌های میان رودان، نویسنده و کارگردان: علی شمس، سال ۱۳۹۴، سالن سمندریان[۲۹]
- بازی در نمایش کابوس‌هایی در مضرات دخانیات، نویسنده و کارگردان: افسانه زمانی، سال۱۳۹۴، سالن انتظامی[۳۰]
- بازی در نمایش مجلس انتقامجویی هملت، نویسنده و کارگردان:حسین جمالی، سال ۱۳۹۴، سالن سایه[۳۱]
- بازی در نمایش جیجک علیشاه، نویسنده: ذبیح بهروز، کارگردان رحمت امینی، سال ۱۳۹۴، سالن سنگلج[۳۲]
- بازی در نمایش اندر هدایت نسل جوان، نویسنده: جلال تهرانی، کارگردان: محمد منتظری، سال ۱۳۹۴، سالن مکتب تهران[۳۳]
- بازی در نمایش داستان جالب یک نویسنده: امیرعلی ابراهیمی، کارگردان: سینا نورایی، سال ۱۳۹۴، سالن مشایخی[۳۴]
- بازی در نمایش شازده فیل هوا می‌کند، نویسنده: فرهاد نقد علی، کارگردان: علی احمدی، سال ۱۳۹۳، سالن انتظامی[۳۵]
- بازی در نمایش هفت پرده، نویسنده: اکبر رادی، کارگردان: میکاییل شهرستانی، سال ۱۳۹۳، سالن چهارسو[۳۶]
- بازی در نمایش ردپای صورتی، نویسنده: احسان گودرزی، کارگردان: آروند دشت آرای، سال ۱۳۹۳، سالن ناظر زاده[۳۷]
- بازی در نمایش ناقوس‌ها برای چین به صدا در می‌آید، نویسنده: رحمت امینی، کارگردان: حسن وارسته، سال ۱۳۹۳، تالار حافظ[۳۸]
- بازی در نمایش پروانه مفرغی، نویسنده: ویلیام گولدینگ، کارگردان: هوشمند هنرکار، سال ۱۳۹۲، سالن سایه[۳۹]
- بازی در نمایش بداهه گویی آلما، نویسنده: اوژن یونسکو، کارگردان: بهرام تشکر، سال ۱۳۹۲، تالار حافظ[۴۰]
- بازی در نمایش ملی، نویسنده: هنگامه مفید، کارگردان: افسانه زمانی، سال ۱۳۹۲، فرهنگسرای ارسباران[۴۱]
- بازی در نمایش هفت طبقه، نویسنده: موریس پنیچ، کارگردان: بهرام سروری نژاد، سال ۱۳۹۲، سالن انتظامی[۴۲]
- بازی در نمایش پروانه‌های غمگین من، کار گروهی، سال ۱۳۹۲، تئاتر شهر، محیطی[۴۳]
- بازی در نمایش شرق شرق است، نویسنده: ایوب خان دین، کارگردان: مسعود رایگان، سال ۱۳۹۰، سالن ناظر زاده[۴۴]
- بازی در نمایش خرده خانم، نویسنده: اصغر عبداللهی، کارگردان: کیومرث پور احمد، سال ۱۳۹۰، سالن ناظر زاده[۴۵]
- بازی در نمایش ماکوندو، نویسنده: آرش پارساخو، کارگردان: آزاده انصاری، سال ۱۳۸۹، سالن سمندریان[۴۶]
- بازی در نمایش رومولوس کبیر، نویسنده: فریدریش دورنمات، کارگردان: نادر برهانی مرند، سال ۱۳۸۸، سالن اصلی تئاتر شهر[۴۷]
- بازی در نمایش فصل خون، نویسنده و کارگردان: ایوب آقاخانی، سال ۱۳۸۷، سالن قشقایی[۴۸]
- بازی در نمایش آخ اگه بارون بزنه، کارگردان :هادی عامل، سال۱۳۸۷، تالار سنگلج[۴۹]
- بازی در نمایش پینوکیو، نویسنده:نسیم احمدپور، کارگردان: اصغر دشتی، سال ۱۳۸۶، سالن قشقایی[۵۰]
- بازی در نمایش مرغابی وحشی، نویسنده، هنریک ایبسن، کارگردان: نادر برهانی مرند، سال ۱۳۸۶، سالن چهارسو[۵۱]
- بازی در نمایش مرگ فروشنده، نویسنده: آرتور میلر، کارگردان: نادر برهانی مرند، سال ۱۳۸۵، سالن قشقایی[۵۲]
- بازی در نمایش شب بخیر جناب کنت، نویسنده: اکبر رادی، کارگردان: میکاییل شهرستانی، سال ۱۳۸۵، سالن قشقایی[۵۳]
- بازی در نمایش مرگ و دوشیزه، نویسنده: آریل دورفمان، کارگردان: بهنام حقیقی، سال ۱۳۸۴، تالار نو، تئاتر شهر[۵۴]
- بازی در نمایش آداب متبرک سکوت، نویسنده:محمد چرمشیر، کارگردان: کامبیز اسدی، سال ۱۳۸۳، خانه خورشید، تئاتر شهر[۵۵]
- بازی در نمایش چیستا، نویسنده و کارگردان: نادر برهانی مرند، سال ۱۳۸۲، سالن چهارسو[۵۶]
- بازی در نمایش هملت، نویسنده: شکسپیر، کارگردان: میکاییل شهرستان، سال ۱۳۷۹، سالن قشقایی

## جوایز و افتخارات
برگزیده بهترین بازیگر سال از شانزدهمین جشن بازیگر خانه تئاتر - سال ۱۳۹۷
کاندیدای بهترین بازیگر سی و هفتمین جشنواره بین‌المللی تئاتر فجر - سال ۱۳۹۷
برگزیده بهترین بازیگر سال از پانزدهمین جشن بازیگر خانه تئاتر - سال ۱۳۹۶
برگزیده بازیگری از سی و ششمین جشنواره بین‌المللی تئاتر فجر - سال ۱۳۹۶
برگزیده بهترین بازیگر سال از اولین جشن بازیگر خانه تئاتر - سال ۱۳۸۲
دریافت جایزه اول بازیگری از دومین جشنواره نمایشنامه‌خوانی برای نمایش مصاحبه